# À cause d'un garçon
A cause d'un garcon è un film del 2002 diretto da Fabrice Cazeneuve, che tratta il tema del coming out giovanile in ambito familiare e scolastico.
In Italia la pellicola è stata trasmessa da GayTV.

## Trama
(Vincent)
Vincent è un ragazzo di carattere timido che fa parte di una squadra di nuoto; bravo a scuola, ha anche una fidanzata, Noemi. Apparentemente tutto procede per il meglio ma poi, improvvisamente inizia ad incontrarsi con un nuovo compagno di scuola, Benjamin.
Vincent scopre di colpo d'esser attratto fisicamente dall'amico; ora se ne rende chiaramente conto, a lui sono sempre piaciuti i ragazzi, indubbiamente. La notizia si propaga e dopo un po' iniziano ad apparire scritte col suo nome che lo accusano d'essere un frocio.
Vincent inizia inoltre ad essere vittima di bullismo da parte di quelli che fino al giorno prima erano i suoi compagni di classe: a causa di ciò sarà costretto a ridefinire le sue opinioni e le sue scelte, cambiando la sua vita e i rapporti con la famiglia e gli amici.